# Кулішівка (Дністровський район)
Куліші́вка — село у Сокирянській міській громаді Дністровського району Чернівецької області України.

## Географія
Кулішівка розташована на правому березі Дністра.

## Історія
За даними на 1859 рік у власницькому селі Хотинського повіту Бессарабської губернії мешкало 434 особи (230 чоловічої статі та 204 — жіночої), налічувалось 84 дворових господарства, існувала православна церква.
Станом на 1886 рік у власницькому селі Романкоуцької волості, мешкала 541 особа, налічувалось 101 дворове господарство, існувала православна церква.
З 1991 року в складі незалежної України.

## Населення

### Мова
Розподіл населення за рідною мовою за даними перепису 2001 року:
| Мова       | Кількість | Відсоток |
| ---------- | --------- | -------- |
| українська | 1066      | 98.71%   |
| російська  | 7         | 0.65%    |
| румунська  | 5         | 0.46%    |
| білоруська | 1         | 0.09%    |
| болгарська | 1         | 0.09%    |
| Усього     | 1080      | 100%     |

## Освіта у селі
- Школа села Кулішівка Початкова школа у селі створена у 1933 р. Перші класи були розміщені у будинку Петра Степановича Харабари. Першим учителем був Григорій Васильович Харабара. У вересні 1944 р. відкрилася постійно діюча початкова школа, директором до 1952 р. був А. М. Синенко. У 1953 р. школу перевели у приміщення колишньої примарії в статусі семирічної, у 1959 р. — реорганізовано у восьмирічну. З 1970-го по 1990 р. директором була Ганна Михайлівна Кушнір. З 1961 р. педагогічний колектив поповнили колишні випускники: О. Г. Біляніна, В. П. Харабара, Г. І. Харабара, І. В. Харабара. У 2008 р. школу реорганізована у навчально-виховний комплекс, у 2009 р. директором призначено Галину Іванівну Харабару. Випускники школи, здобувши вищу освіту, зайняли достойні місця у суспільстві: Г. І. Білянін — директор Чернівецького Інституту післядипломної педагогічної освіти, В. Т. Марчук — голова Апеляційного суду Чернівецької області, В. П. Харабара — заслужений вчитель України, медиками стали О. І. Аузяк, Г. І. Сімоніка, юристами, правоохоронцям: І. В. Брижак, І. В. Харабара, О. В. Аузяк, Т. П. Боднар… Юхим Гусар.

## Уродженці села
- Аузяк Порфирій Олексійович, 1913 р. н., уродженець с. Кулішівка Сокирянського району, українець. Рядовий, кулеметник ручного кулемета 169 сп 86 сд. Призваний у Червону армію 18.05.1944 р. Сокирянським РВК. Дружина — Аузяк Ганна Григорівна.

Аузяк у боях у районі м. Ельбінг, відбиваючі безперервні контратаки противника, 4.02.1945 р. під сильним кулементним вогнем змінював кілька разів свою вогневу позицію і, майстерно маскуючись, вогнем свого ручного кулемета знищив 25 німецьких солдатів і офіцерів. Нагороджений орденом Слави 3-го ступеня. Наказ № 07/Н від 11.02.1945 р. ЦАМО, ф. 1243, оп. 2, спр. 131, арк. 2003.
- Білянін Григорій Іванович (* вересень 1955 року) — кандидат педагогічних наук; доцент кафедри вищої математики; директор Інституту післядипломної педагогічної освіти Чернівецької області.

У 1975 році закінчив з відзнакою Чернівецьке педагогічне училище, одержав середню спеціальну освіту за кваліфікацією вчитель початкових класів а у 1980 році закінчив математичний факультет Чернівецького державного університету імені Юрія Федьковича з дипломом спеціаліста за спеціальністю «Математика», одержав кваліфікацію «Математик. Викладач».
Кандидат педагогічних наук з 2007 року зі спеціальності «Теорія та методика навчання (математика)». Дисертацію захистив 28 листопада 2006 р. у спеціалізованій Раді Д 26.053.03 Національного педагогічного університету імені М. П. Драгоманова. (Диплом ДК № 040534 виданий 12 квітня 2007 року, протокол № 41-06/4). Стаж педагогічної роботи –30 років, у тому числі у вищих навчальних закладах освіти III-IV рівня акредитації 10 років.
Основні етапи педагогічної діяльності:
- 01.10.1980 р. — 04.08.1981 р. — вчитель математики ВШ. Хотинський р-н, с. Долиняни;
- 11.08.1981 р. — 15.08.1986 р. — робота у Садгірському районному відділі освіти м. Чернівці (зав фільмотекою, методист по кадрах, інспектор шкіл);
- 15.08.1986 р. — 16.08.1993 р. — вчитель математики СШ № 6 м. Чернівці;
- 16.08.1993 р. — 01.09.2000 р. — викладач математики Буковинського фінансово-економічного коледжу;
- 01.09.2000 р. — 31.09.2004 р. — старший викладач кафедри вищої математики, комп'ютерної техніки та інформаційних систем Буковинського державного фінансово-економічного інституту.
- 01.10.2004 р. — 02.09.2007 р. — старший викладач кафедри вищої математики, комп'ютерної техніки та інформаційних систем Буковинської державної фінансової академії.
- 03.09.2007 р. — 01.09.2009 р. — доцент кафедри вищої математики, комп'ютерної техніки та інформаційних систем Буковинської державної фінансової академії.19.02.2009 року рішенням атестаційної колегії присвоєно вчене звання доцента кафедри вищої математики, комп'ютерної техніки та інформаційних систем.
- 01.09.2009 р. — 17.05.2010 р. — декан обліково–економічного факультету Буковинської державної фінансової академії;
- 18.05.2010 р. — директор Інституту післядипломної педагогічної освіти Чернівецької області.

Має 50 публікацій, з них 29 наукового та 21 навчально-методичного характеру в тому числі 4 посібники з грифом Міністерства освіти і науки України. Після захисту дисертації опубліковано 18 праць, з них 11 наукового та 7 навчально-методичного характеру.
- Білянін Іван Іванович — мічурінець, садівник-любитель, квітникар, травник. Народився 23.02.1917 р., с. Кулішівка Хотинського повіту. Його ім'я було відоме на Україні, в Росії, Казахстані, Молдавії, на Далекому Сході. На 36 сотках присадибної ділянки створив оранжерею квітів, плодово-ягідний овочевий розсадник, диво-сад, де вирощував десятки найрізноманітніших дерев, серед них особисто виведена плакуча яблуня плоди якої завбільшки як черешня, таких два унікальних деревця садівник висадив біля пам'ятника односельчанам, які загинули на фронтах Другої світової війни. Окрему ділянку займали лікарські рослини: калина, обліпиха, ревінь, малина, звіробій, чистотіл, любисток лікувальний, топінамбур. Росли помідори зеленого, жовтого, чорного кольорів, огірки довжиною 15-16 сантиметрів. Щеплені 8-10 яблунь на одному підщепі та на одному дереві черешні — червоні, чорні, білі, жовті. Дивували горіх червоного кольору, айва грушоподібна бурштинового кольору, штамбова плакуча шовковиця, різні троянди: чайно-гібридна лимонна із зеленим відтінком, кавова з блискучим листям, а їх проростало до півтора тисячі. Юхим Гусар.